# Fairhaven (Kalifornia)
Fairhaven statisztikai település az USA Kalifornia államában, Humboldt megyében. Lakosainak száma 165 fő (2020. április 1.). 
A település népességének változása:

| 2020 | 165 |